# Casper Mountain
Casper Mountain és una concentració de població designada pel cens dels Estats Units a l'estat de Wyoming. Segons el cens del 2000 tenia 298 habitants.

## Demografia
Segons el cens del 2000, Casper Mountain tenia 298 habitants, 126 habitatges, i 97 famílies. La densitat de població era d'11 habitants/km².
Dels 126 habitatges en un 28,6% hi vivien nens de menys de 18 anys, en un 72,2% hi vivien parelles casades, en un 1,6% dones solteres, i en un 23% no eren unitats familiars. En el 18,3% dels habitatges hi vivien persones soles el 4,8% de les quals corresponia a persones de 65 anys o més que vivien soles. El nombre mitjà de persones vivint en cada habitatge era de 2,37 i el nombre mitjà de persones que vivien en cada família era de 2,71.
Per edats la població es repartia de la següent manera: un 20,8% tenia menys de 18 anys, un 4,7% entre 18 i 24, un 25,2% entre 25 i 44, un 39,9% de 45 a 60 i un 9,4% 65 anys o més.
L'edat mediana era de 45 anys. Per cada 100 dones de 18 o més anys hi havia 108,8 homes.
La renda mediana per habitatge era de 65.795 $ i la renda mediana per família de 67.273 $. Els homes tenien una renda mediana de 51.705 $ mentre que les dones 30.104 $. La renda per capita de la població era de 35.866 $. Cap de les famílies i el 4,7% de la població estaven per davall del llindar de pobresa.

## Poblacions més properes
El següent diagrama mostra les poblacions més properes.